# Msoun
Msoun ou Kasbat Msoun (en arabe: مسون, ou قصبة مسون) est une Kasbah fondée pendant le règne de Moulay Ismail en 1684. 
Maintenant abandonnée, elle se trouve entre la ville de Taza et Guercif au Nord du Maroc, près du village Taddart. au bord du Oued Msoun.